# Najboljši slovenski albumi
»Najboljši slovenski albumi« je seznam desetih najboljših slovenskih glasbenih albumov. Objavljen je bil 29. septembra 2012 v časopisu Dnevnik. Sestavljen je bil po vzoru podobnih seznamov revij Rolling Stone in NME.
Sestavili so ga na podlagi ankete med znanimi slovenskimi glasbeniki:
| - Iztok Turk (Kuzle, Videosex, Otroci socializma, Laibach) - Tomaž Sršen (Martin Krpan) - Borut Mehle (Carina) - Pero Lovšin in Gregor Tomc (Pankrti) - Vanja Alič (Zaklonišče prepeva) - Zoran Predin (Lačni Franz) | - Zoran Benčič (Res Nullius) - Janez Bončina - Benč (Mladi levi, Srce, September) - Tomi Meglič (Siddharta) - Gregor Skočir in Alen Steržaj (Big Foot Mama) - Andrej Šifrer | - Aleksander Mežek - Tomaž Domicelj - Matjaž Jelen (Šank rock) - Jože Potrebuješ (Čuki) - Igor Dernovšek (Niet in tudi Dnevnikov novinar) |

Na seznamu sta dva albuma skupine Pankrti, prav tako se dvakrat pojavi Marko Brecelj, le da enkrat kot kantavtor, drugič pa kot član skupine Buldožer.

## Albumi na seznamu
Albumi so navedeni v naključnem vrstnem redu.
| Leto | Naslov               | Izvajalec                                         | Založba            |
| ---- | -------------------- | ------------------------------------------------- | ------------------ |
| 1975 | Pljuni istini u oči  | Buldožer                                          | Alta               |
| 1974 | Cocktail             | Marko Brecelj                                     | ZKP RTV Ljubljana  |
| 1980 | Dolgcajt             | Pankrti                                           | ZKP RTV Ljubljana  |
| 1973 | Odpotovanja          | Tomaž Pengov                                      | Društvo ŠKUC       |
| 1987 | Opus Dei             | Laibach                                           | Mute Records       |
| 2001 | Nord                 | Siddharta                                         | Multimedia Records |
| 1992 | Štorije in baldorije | Iztok Mlakar                                      | ZKP RTV Slovenija  |
| 1981 | Ikebana              | Lačni Franz                                       | Helidon            |
| 1982 | Državni ljubimci     | Pankrti                                           | ZKP RTV Ljubljana  |
| 1982 | Lepo je...           | Kuzle, Šund, Buldogi, Indust Bag in Lublanski psi | ZKP RTV Ljubljana  |